# اندیس باریت حاج عرب
باریت حاج عرب یک اندیس غیرفلزی است که در استان قزوین قرار دارد و مادهٔ معدنی موجود در آن، باریت است. سنگ میزبان این اندیس توفهای سبز است و دیرینگی آن به دوران ائو - الیگومیوسن می‌رسد. در این اندیس، پاراژنز‌های مالاکیت - گالن یافت می‌شوند.